# 三九企业集团
三九企业集团，簡稱三九集团，前身是深圳南方制药厂，是中華人民共和國一家國有中央企業集團。三九集团曾經是上市公司三九医药、三九生化、三九发展以及國企中国航空港建设总公司、广东中海工程建设总局的母公司。
2003年12月，三九集团巨额债务危机爆发。2004年7月，国资委向国务院请求对三九集团进行资产及债务重组并获批。2007年，在经历过一系列剥离重组后，经中华人民共和国国务院批准，三九集团并入华润（集团）有限公司，成为其全资子企业。在剥离完绝大多数资产之后于2009年关闭。

## 名称来源
三九集团的企业名称来源自南方制药厂主打产品——三九胃泰配方中两味主要成分三杈苦和九里香的缩写。而后来的“999”商标也取自“三九胃泰”的药品名。

## 歷史

### 創立：深圳南方制药厂時期
三九企业集团的又名深圳南方制药厂，由文職軍人赵新先與中国人民解放军总后勤部旗下的第一军医大学（現稱南方医科大学）合作創立，一說創立於1985年，一說創立於1986年，並於1987年投產。據稱，赵新先是三九胃泰的發明人，但根據《南方人物周刊》，南方医院的周殿元教授認為配方是其發明，而「赵新先只不过当时在药剂科作为药剂师参与而已」。
1991年，制药厂直屬解放军总后勤部。

### 1990年代至2000年代中期：集團式併購擴充
1992年1月31日，解放军总后勤部以制药厂作為本體，組建三九企业集团，並在1993年登記名稱為三九企业集团（深圳南方制药厂）。1992年，三九集团與泰國正大集團的正大药业合作，創立合營公司三九药业，分別佔股51%和49%。根據《華潤》雜誌，三九集团「从1996年到2001年，……兼并了148家企业，平均每个月并购两家」，種下日後集團財困的伏線。例如在1996年，集團收購龙滨酒厂，但此後酒厂一直停产。
1998年，根据中央军委“军队一律不得经商”的要求，集团与军队脱钩，改屬国家经贸委管轄，其後直属中央大型企业工委管理:7，2003年9月30日，三九企业集团是第一批国务院国有资产监督管理委员会（国务院国资委）管理的中央企業之一。
1998年3月，三九集团向三九药业的其他股東收購股份，私有化三九药业為全資子公司，部署集團重組。
1999年3月10日，全国军队武警部队和政法机关企业交接工作办公室決定將另一家有軍方背景的公司中国航空港建设总公司，轉歸三九集团旗下，令集團又涉足建築工程業。
1999年4月21日，集团透過集團公司本身，及子公司三九药业，成立孫公司三九医药股份有限公司，並於2000年3月9日在深圳证券交易所上市。上市之前，其他股東計有九先生物工程、先达明贸易和惠州市壬星工贸三家公司。
2000年3月31日，另一上市公司宜春工程机械被改名三九宜工生化。截至2000年12月31日，三九集团是三九生化的第一大股東，佔41.02%。2001年，三九生化透過自身及子公司三九精化，向解放军成都军区联勤部军事医学研究所，收購昆明白马制药餘下的30%股權，將昆明白马制药私有化為三九生化的全資子公司。2002年4月，三九集团將三九生化的股權，以每股3.94元（人民幣，下同），轉至上市公司三九医药，其後三九集团更將其他股权資產轉讓至三九医药，以股抵債。2006年，三九医药再將所持的三九生化股權，轉讓予振兴集团。
自2001年7月23日，三九集团亦曾經擁有上市公司三九发展29.50%股權，為第一大股東:6，但於2006年將所持股權轉讓至鼎立建设。但根據《第一财经日报》的報導，在完成出售之前，三九发展的資產已被掏空，例如三九发展上海胶带廠分廠名下的土地均被轉讓，三九发展在上海的零售连锁药店，已轉到三九集团本身（原文如此）等。報導更指以上交易，三九发展並未跟隨上市公司常規，公佈大眾。而根據公司年報，截至2005年12月31日，三九发展實際上資不抵債，淨負債為1,408萬元。
2002年，透過債換股及股換股出售「湖南三九南開制藥」（南開制藥廠）的母公司予香港上市公司YGM貿易，使三九集团，透過子公司「香港三九實業有限公司」、孫公司，取得YGM貿易的無投票權遞延股份。三九集团更可以兌換無投票權遞延股份為正股（普通股），而YGM貿易亦可贖回該批股份。若全數兌換，變相取得YGM貿易第二大股東地位。但交易在2003年被取消，改為只債換股，將三九集团對YGM的債務共3,000萬港元，換作公司的22%股權。其後，南開制藥被併入為三九医药的子公司，並於2012年改名為「华润三九（郴州）制药有限公司」。YGM亦於2009年出售其間接持手的南開制藥少數股權（22%），作價1,198萬元人民幣。
另外根據 《董事会》雜誌的報導，集團的上市公司三九医药股份有限公司曾經創立深圳市三九医药连锁股份有限公司（簡稱深圳三九连锁），大肆擴張连锁药店，包括收購上述由上海胶带（即三九发展）擁有（原文如此）的药房。但最終因為經營困難，在2006年三九医药同意以400万元出售深圳三九连锁。《董事会》雜誌及《北京日报》以拍賣底價300万元，擁有1000多家连锁药店計算，即每家药店的拍賣底價平均不超过3,000元。根據公司公告，截至2005年6月30日，深圳三九连锁的净资产评估值，为負36.26万元。但交易最終被取消。同年（2006年）11月，三九集团亦在上海联合产权交易所挂牌转让集团私人擁有的上海三九医药有限公司、上海价美医药连锁有限公司，挂牌价約1,728万元。2009年，三九医药終於成功出售深圳三九连锁予當時的直接母公司华润医药控股，作價1元，同時將對深圳三九连锁的債權折價转让。

### 债务危机爆发及整体重组
2003年9月28日，《21世纪经济报道》发表文章《98亿贷款：银行逼债三九集团》称，截至2002年底，三九集团共欠银行贷款98亿元人民币。报道一出，债权人开始集中向三九集团及下属企业回收到期或未到期贷款。同年12月，中国民生银行为实现H股上市，压缩不良资产，开始大力度清收对三九的贷款，冻结了三九集团持有的4亿股三九医药国有法人股。此举引发金融机构的连锁反应，工商银行、光大银行分别冻结了三九药业持有的1.51亿股三九医药股份，并查封了三九集团及三九医药投资于深圳的资产。三九集团直接持有三九发展的3270万股国有法人股分别被中国银行、深圳市商业银行（今平安银行）申请司法冻结。三九医药持有三九宜工生化股份有限公司的全部国有法人股也被民生银行申请司法冻结。其他各债权人纷纷要求三九集团的企业归还贷款，并提起诉讼，对三九所有资产进行多轮查封和冻结。三九集团的债务危机彻底爆发。
2004年年初，国内其他媒体跟进报道，更引致三九系上市公司股价连续下跌。到春节过后，国内主要银行均对三九系“只收不贷”，使得三九集团资金链濒临破裂，5月，三九集团本部员工工资和社保费拖欠近四个月以上，集团流动资金仅有480元，还需要面对260起起诉，陷入崩溃境地。
三九集团的债务危机，除了赵新先“一人体制”下专断冒进埋下的弊端以外，三九集团改组初期留下的所有制性质及国资的入股问题迟迟未解决也是重要原因。三九集团陷入债务危机后，赵新先声称：“三九发展到今天，上缴给国家的利税是40多个亿，上缴给银行的利息是30多个亿，上缴给上级将近10个亿。这个数字跟三九在银行的贷款数字相近，都在80亿元左右。”由此，他提出了两个要求：“一是实现出资到位的问题，解决50亿元净资产的最终归属；二是完成股份制改造，建立规范的法人治理结构，最终完成激励机制和监督机制的完善。”2004年3月，北京召开全国两会，赵新先大胆逼宫国资委，声称：国有出资人是存在的，但却没有实际出资。他要求国资委为三九注资50亿元，或让三九产权明晰化。
2004年5月16日，三九集团召开中层以上干部会议，时任国资委王勇副主任在会上宣读了国资委、国资委党委的任免通知：任命孙晓民同志为三九集团总经理、党委书记，免去赵新先同志三九集团总经理、党委书记职务。
2004年7月，国资委向国务院递交了《关于解决三九企业集团债务危机和实施资产债务重组有关问题的紧急请示》，报告中提出，为有利于三九集团摆脱困境，保持企业和社会稳定，建议由国资委会同财政部、银监会等部门加强对三九集团和各债权人的协调，制订解决三九集团债务问题的具体方案。该请示报告得到了国家领导的批准。由此国资委正式开始对三九集团实行资产债务的核算及重组。
2004年底，国资委委托天职孜信会计师事务所对三九集团清产核资，最终结果是三九集团总资产为115.79亿元，负债高达151.15亿元（（其中银行负债达113亿元）），少数股东权益14.2亿元，所有者权益负49.55亿元，处于实质性破产境地。三九集团对上市公司资金占用情况十分严重，经深圳信永中和会计师事务所审计，截至2006年6月30日，三九集团下属三家上市公司的非经营性资金占用额40亿元，其中，三九医药资金被占用37.8亿元，在当时全国上市公司中排名第一。
2004年9月，国资委开始组织三九债权人进行重组谈判，这是国资委首度以商业谈判形式介入属下国企重组。在经历三年四次的谈判之后，2006年7月17日，国资委与三九债权人同意三九集团102亿元银行债务总体保全率为60%。2006年11月，国资委、三九集团启动战略投资者选择工作。
在2004年5月至2006年12月重组期间，三九集团主业从原来庞杂的“八大主业”，精缩为医药、工程和房地产三项。通过主辅剥离，下属企业从近500家减少到240家，员工从38586人减少到18000余人。剥离出的企业有的交由管理层控股，有的转让给地方国资，有的进行政策性破产。
2006年，三九集团主营业务收入为63.5亿元，息税前利润为4.63亿元（扣除非经营性因素后），利润总额为0.09亿元，集团整体实现了扭亏为盈。
2007年3月14日，第48次国资委主任办公会初步确定华润集团为三九集团战略投资者并托管三九集团。
2007年12月29日，《三九集团债务重组协议》正式签署。根据协议，三九集团及华润集团需要向债权人支付债务重组款为45.66亿元，其中三九医药层面偿付约29亿元，集团层面偿付16.7亿元。债委会债权人受偿额为44.13亿元，非债委会债权人受偿额为1.53亿元。同月，经国务院批准，三九企业集团并入华润（集团）有限公司成为其全资子企业。

### 华润集團接手：清算關閉三九集团
2007年华润集團接收三九集团，继续分離資產，清理其時剩下的197家企业，例如將經營花椒油业务的汉源三九55%股權，由三九医药转给華潤集團華潤創業旗下的五丰行，作價5,800萬元。又或者計劃重啟龙滨酒的生產等等。雖然龙滨酒厂其後被哈尔滨工业资产经营公司接手，並由該國企拍賣龙滨酒厂的擁有權。
2008年4月16日，国资委签发《关于三九医药股份有限公司国有股东变更有关问题的批复》（国资产权[2008]384号），同意将三九集团所持有的三九医药 84,462,520股股份、三九药业所持有的三九医药613,937,480股股份的持股划转为华润医药有限公司。
2008年12月5日，三九医药完成37亿元的清欠，并实施了股改方案。
华润集團並在国务院国资委批准下，在2008年11月及2009年12月，將三九集团子公司广东中海工程建设总局、中国航空港建设总公司轉讓至另一央企中鐵工旗下的中國中鐵。这被普遍认为是三九集团重组问题的结束。
而上市公司三九医药，則改名华润三九，成為三家三九系上市公司之中，唯一一間保留「三九」之名。而华润三九，亦約於2008年，從三九集团購得“999”以及“三九”注册商标系列的专用权，收購前述的南开制药公司，以及「山东三九药业公司」等。
根據《華潤》雜誌2009年11月號，三九集团的重組於2009年年底完成，三九集團的最後一批資產，將由「华润资产管理公司」接收。除华润三九外，三九集团自始正式關閉。

### 後續事件
根據華潤集團的機關報《華潤》雜誌2009年11月號的報導，一些三九集团前員工曾經上訪維權，但部分上訪者的前僱主，在华润接手三九集团前，已經與三九集团沒有關係。
2010年4月，一批原屬三九集團旗下先達明物業管理的前員工，到香港華潤大廈華潤總部請願。同月，華潤集團控告該批請願者誹謗，向香港法院申請禁制令，並要求被告賠償。根據報導，引述華潤集團負責人的意見，在請願發生前，華潤集團已按內地勞工法合法賠償前員工。
至于原位于深圳银湖的三九集团总部所在园区，改为华润三九的初期又继续用了几年，直至龙华厂区落成之后停用拆除，并移交给华润地产开发成住宅项目“华润银湖蓝山”。

## 醜聞

### 三九健康城案
三九企业集团創辦人、前总经理、党委书记赵新先，以及其他高管陈达成、荣龙章和张欣戎，因為滥用职权，在2007年被判刑。根據報導，赵新先、陈达成策劃向香港公司「昌騰投資（中國）有限公司 」收購位於深圳市龙岗区坪山镇马峦村的高尔夫球场項目：深圳海景高尔夫度假村（現名三九大龙健康城、又名大龙健康城、三九健康城），並偽造公文以供動用三九药业的資金支付收購價，但其實該地块，並未取得土地使用权证。又根據《国际金融报》報導，集團的上市子公司三九医药曾公告擬收購大龙健康城，以抵銷三九集团的三九药业，对上市公司部分欠款。記者引述地产行业人士的評論，以上操作，實際上是财务游戏，以轉移資金，土地本身一文不值。早在2005年，赵新先因為相關醜聞而被拘捕。
2014年，該高尔夫球场被列入退出违法占用地块名單之中。

### 占用上市公司资金被罚
2001年8月27日，中国证监会“公开谴责”三九集团公司及赵新先挪用三家上市公司25亿资金的行为，赵新先等多名董事被警告并罚款。

## 注解
1. ↑  龙滨是黑龙江省哈尔滨市的缩写。
2. ↑  SZSE:000403，宜春工程机械，簡稱宜春工程，改名三九宜工生化後，簡稱三九生化，上市公司現名振兴生化[14]
3. ↑  昆明白马10%股權由三九生化子公司深圳三九精细化工（三九精化）擁有，三九生化擁有其餘90%；但三九生化只擁有三九精化75%股權（截至2001年12月31日）[16]。故此以控制權計是全資子公司，但以少數股東權益計算則不是全資子公司。
4. ↑  SSE:600614；SSE:900907；前稱上海胶带，現名鹏起科技[19]。
5. ↑  根據公告，深圳三九连锁，截至2005年9月30日，擁有子公司广州三九连锁、昆明三九连锁[31]。
6. ↑  华润入主前，據報前任接管人已清理三九集团200多家企业[39]。
7. ↑  全名汉源三九黎红食品有限公司，現名四川五豐黎红食品有限公司，即五豐黎红牌及黎红牌。

## 外部連結
- .   [2019-02-21]. （原始内容存档于2005-04-14）.（中文） （英文）